# Stříbrnice (Zlín)
Stříbrnice é uma comuna checa localizada na região de Zlín, distrito de Uherské Hradiště.